# 뉴스 하이킥
《뉴스 하이킥》은 MBC 표준FM(수도권 기준 FM 95.9MHz)에서 매일 저녁 6시 5분부터 저녁 8시까지 방송되는 라디오 시사 프로그램이다. 평일 진행자는 권순표, 주말 진행자는 김치형이다. 단, 2022년 9월 26일부터 주말하이킥 후속으로 매일 방송된다.

## 방송 시간
| 방송 채널  | 방송 기간                       | 방송 시간                |
| ---------- | ------------------------------- | ------------------------ |
| MBC 표준FM | 2020년 8월 17일~2022년 9월 23일 | 평일 저녁 6:05~저녁 8:00 |
| MBC 표준FM | 2022년 9월 26일~현재            | 매일 저녁 6:05~저녁 8:00 |

## DJ
평일
- 1대: 표창원 표창원범죄과학연구소장(2020. 8. 17.~2022. 12. 31.)
- 2대: 신장식 변호사(2023. 1. 16.~2024. 2. 8.)
- 3대: 권순표 선임기자(2024. 2. 13.~)

주말
- 김치형 경제평론가・한국경제TV 기자(2022. 10. 1.~)

## 코너

### 평일 코너
- 뉴스하이킥 하프타임 (Youtube only)
- <뉴스 ‘신’세계> 오늘의 뉴스, 뉴스의 '신'들이, '신'선하고 '신'랄하게 정리해드립니다. - With. 헬마우스 임경빈 작가, 김민하 시사 평론가, 장윤선 정치전문기자, 장성철 공론센터 소장, 김준우 변호사

### 요일별 코너
월요일
- <거침없이 하이킥> 눈치 보지 않고 하이킥을 날리는 정치 수다 한판! - With.장성철 공론 정책센터 소장

화요일
- <인권 새로고침> 우리 사회 구석까지 들여다보고 인권을 바로 세우는 시간 - With. 박래군 4.16재단 상임이사
- <여의도 정치외전>

수요일
- <특.수.통> 특별한 수요일의 통찰 '특.수.통'가치있는 주제를 깊숙하게 다룹니다. - With. special guest

목요일
- <하이킥 정상회담> 한국정치의 새 판을 짜는 담판이 펼쳐진다!'정'성호, 윤'상'현의 하이킥 정상회담! - With. 정성호 더불어민주당 의원, 윤상현 국민의 힘 의원

금요일
- <신스틸러> 영화보다 더 인상적인 현실 속 '신스틸러들'! 한 주간 화제였던 정치권 인물들을 파헤쳐 봅니다 - With. 양지열 변호사, 이상민 크리에이터
- <궁금한 음악회&궁금한 썰명회> 이번주 금요일은 누가 나올까? 격주마다 기다려지는 고품격 음악회

토요일
- <정말토크> ‘정치면 주말 뉴스’ 정말 뉴스. 한 주간 핵심 정치 이슈를 굵직하게 분석해드립니다. - With. 신인규 변호사(국민의힘 바로세우기 대표) + 권지웅 더불어민주당 전 비대위원
- <판을 읽는 국제 정치> 세계는 바야흐로 지정학의 시대. 국제뉴스를 통해 각 국가들의 치열한 생존 전략을 살펴봅니다. - With. 문희정 국제정치평론가
- <김큐의 경제뉴스 큐레이션> 경제뉴스 큐레이터 김치형 앵커의 화려한 개인기를 즐기다 보면 경제 흐름이 보입니다. - With. 김치형 앵커, 배아량 리포터

일요일
- <찐텐 정치> 억지 텐션이 아니다! 찐~한 텐션이 있는 정치 대담! - With. 신인규 변호사(민심동행 창당준비위원장) + 설주완 변호사(민주당 법률위 부위원장) + 이재영 국민의힘 서울 강동을 당협위원
- <제법 알려드립니다> 법과 관련한 뉴스를 전문가가 해설해드립니다. - With. 안병한, 김수현, 양지민 변호사, 박주희 변호사
- <세.모.지> 일요일 저녁, 세상의 모든 지식과 소식을 알려드립니다!

## 지역 방송국 프로그램
- 평일에서 1,2부는 일부 지역 자체 방송이고 평일 3,4부와 주말에는 전국 방송이다.
- 단, 본사 방송 수중계는 대전, 충북, 경남, 대구, 목포, 전주는 총 6개이다.

| 방송 채널           | 방송 권역       | 프로그램                     | 방송 시간                       | 진행자 |
| ------------------- | --------------- | ---------------------------- | ------------------------------- | ------ |
| 춘천MBC 라디오      | 강원특별자치도  | 이브닝 강원                  | 매주 평일 저녁 6시 5분~저녁 7시 | 박지은 |
| 원주MBC 라디오      | 강원특별자치도  | 변정연의 시사메이트          | 매주 평일 저녁 6시 5분~저녁 7시 | 변정연 |
| MBC 강원영동 라디오 | 강원특별자치도  | 라디오 동서남북              | 매주 평일 저녁 6시 5분~저녁 7시 | 민기원 |
| 부산MBC 라디오      | 부산광역시      | 생방송 오늘 저녁, 부산입니다 | 매주 평일 저녁 6시 5분~저녁 7시 | 강민경 |
| 울산MBC 라디오      | 울산광역시      | 김연경의 퇴근길 톡톡         | 매주 평일 저녁 6시 5분~저녁 7시 | 김연경 |
| 포항MBC 라디오      | 경상북도 동해안 | 라디오 열린세상              | 매주 평일 저녁 6시 5분~저녁 7시 | 신윤아 |
| 안동MBC 라디오      | 경상북도 북부   | 라디오 오늘                  | 매주 평일 저녁 6시 5분~저녁 7시 | 송나영 |
| 광주MBC 라디오      | 광주광역시      | 시사톡 라이브                | 매주 평일 저녁 6시 5분~저녁 7시 | 박진아 |
| 여수MBC 라디오      | 전라남도 동부   | 라디오 전망대                | 매주 평일 저녁 6시 5분~저녁 7시 | 송유라 |
| 제주MBC 라디오      | 제주특별자치도  | 라디오 제주시대              | 매주 평일 저녁 6시 5분~저녁 7시 | 정유진 |

## 수상 경력
- 2020년 MBC 방송연예대상 라디오부문 신인상 (표창원)
- 2023년 제50회 한국방송대상 작품상 (라디오 다큐멘터리부문)

## 같이 보기
- 뉴스
- 시사
- 정치

## 특이 사항
- 2022년 11월 18일에 방송된 특별기획 코너 '지금도 누군가 떨고 있다'는 스토킹 범죄의 심각성, 현행법의 한계, 수사기관과 사법부의 소극성, 외국의 대표적 선례 등을 전문가 인터뷰와 깊이 있는 취재를 통해 다각도로 짚어내며, 스토킹 범죄에 대한 경각심을 일깨우고 사회적 인식 제고와 제도 개선의 필요성을 역설하여, 수 많은 청취자들의 관심이 상당히 높음을 반영한 만큼, 방송통신심의위원회가 주관하는 이달의 좋은 프로그램상을 수여받았고, 이듬해인 2023년 9월 4일에 한국방송협회가 주최하는 제50회 한국방송대상 작품상을 수여받은 기염을 토한 바 있다.